# Абрютин, Сергей Николаевич
Сергей Николаевич Абрютин (? — 1841) — российский морской офицер, капитан 2-го ранга.

## Биография
Окончил Морской Кадетский Корпус, произведён в чин мичмана (19 февраля 1814).
Офицер Черноморского флота. Участник русско-турецкой войны 1828—1829, боевых действий на Кавказе. Командир 60-пушечного фрегата «Тенедос» (1830); в составе эскадры контр-Адмирала М. Н. Кумани перевозил русские войска из портов Румелии в Россию. Командир 18-пушечного брига «Поллукс» (1834—1835); крейсировал у Кавказского побережья. Командир 24-пушечного корвета «Месемврия» (1836 — август 1837); в кампаниях 1836 и 1837 годов действовал в составе Геленджикского отряда судов у Кавказского побережья.
Командир 60-пушечного фрегата «Штандарт» (1838—1839), принимал участие в высадке десантов, основавших укрепления в устьях рек Туапсе (12 мая 1838, с эскадрой вице-адмирала М. П. Лазарева), Шапсухо (10 июля 1838, с эскадрой контр-адмирала С. П. Хрущёва) и Субаши (30 мая 1839, с эскадрой вице-адмирала М. П. Лазарева). Награждён за выслугу лет орденом Святого Георгия 4-го класса (декабрь 1840).